# Rozijn
Een rozijn is een gedroogde druif.

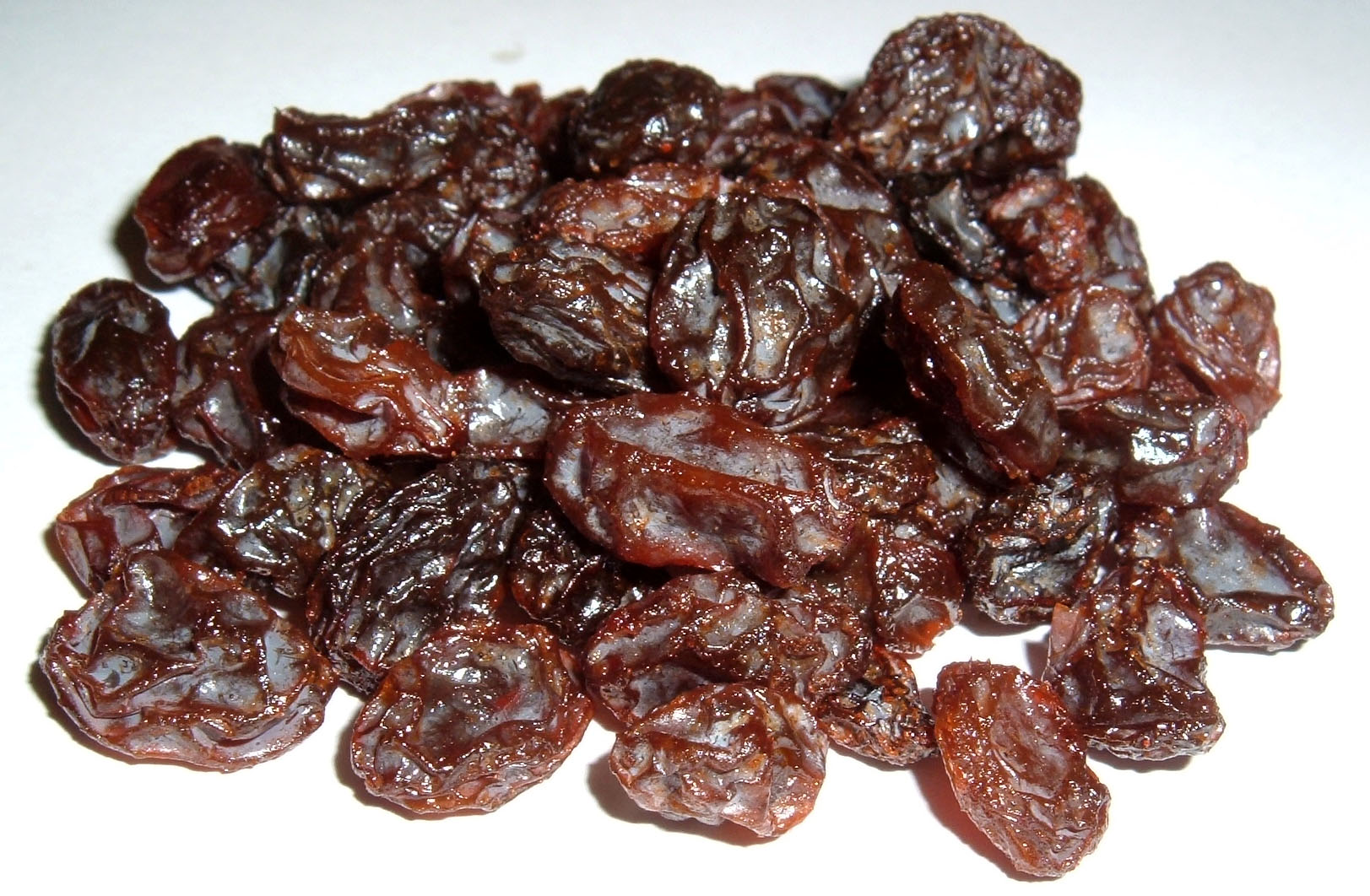
Rozijnen

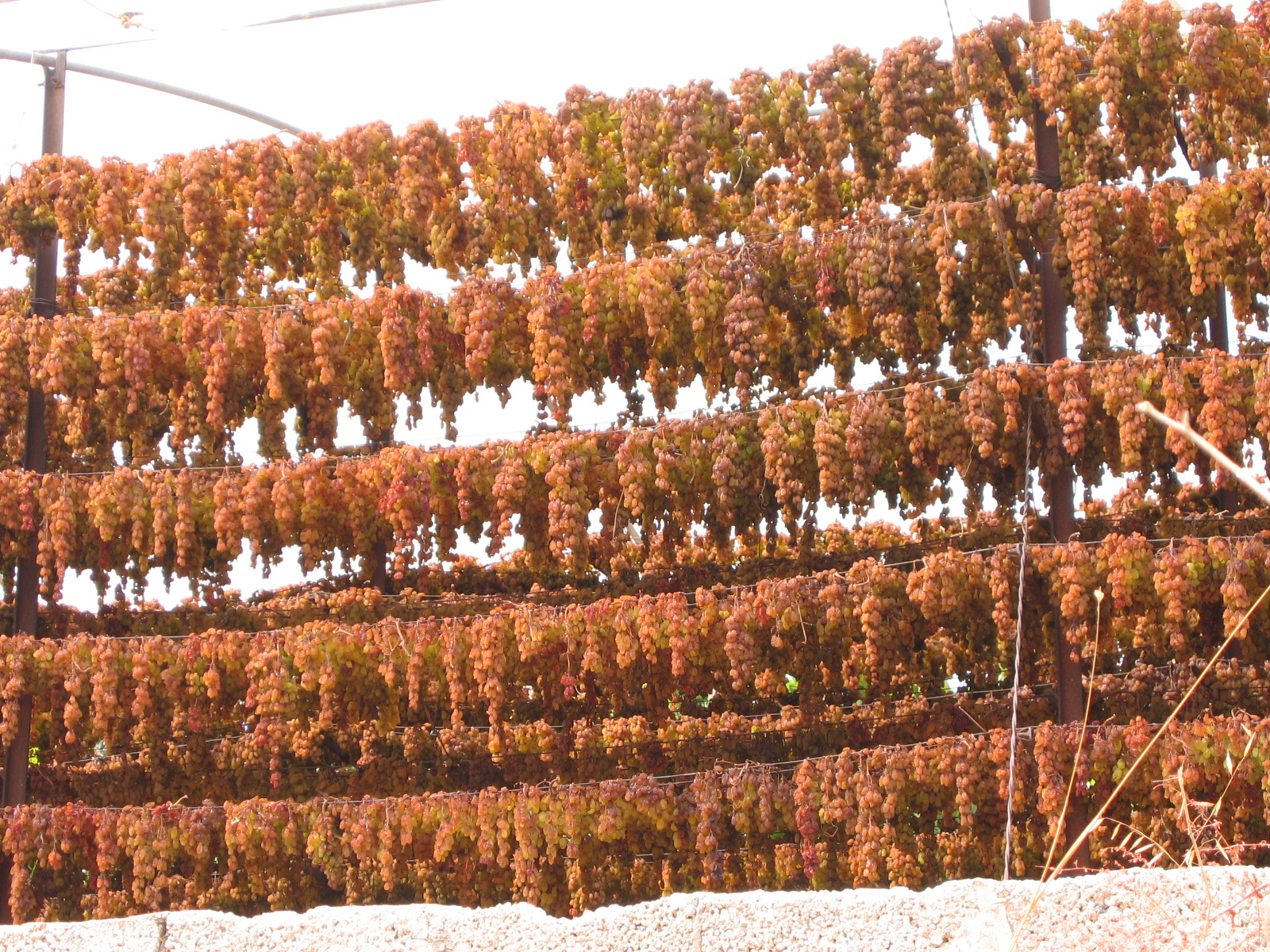
Drogen van druiven op Kreta in de omgeving van Knossos

Het drogen gebeurt om de druif langer te kunnen bewaren. Druiven groeien in trossen aan wijnstokken. Op het zuidelijk halfrond zijn de druiven in maart rijp; op het noordelijk halfrond in augustus en september. De trossen worden van de struiken afgeknipt en in de zon te drogen gelegd. Het vochtgehalte daalt, de druif krimpt en laat los van de steel. Tijdens het drogen worden de druiven donkerder van kleur. Door de druiven voor het drogen te drenken in potas, blijven ze licht van kleur. De potas veroorzaakt ook kleine barstjes in het vel, waardoor het droogproces wordt verkort. Het drogen duurt nu geen twintig dagen maar zeven tot veertien dagen; dit hangt af van het weer. Vervolgens worden de rozijnen gewassen en ontdaan van steeltjes, steentjes, takjes en vervolgens opnieuw gedroogd. Soms worden de rozijnen voor de tweede droogstap nog gezwaveld, dat wil zeggen behandeld met zwaveldioxide. Daarbij wordt zwaveldioxidegas in de ruimte bij de rozijnen gespoten. Gedurende vijf tot acht uur krijgen de rozijnen de tijd om het gas te absorberen. Dit wordt gedaan om de snelheid van de bruinkleuringsreactie te verminderen als gevolg van de reactie tussen polyfenoloxidase en fenolische componenten. Zwaveldioxide verhindert de enzymatische omzetting van de fenolische componenten en helpt ook bij het behoud van de smaak en vermindert het verlies van bepaalde vitamines tijdens het droogproces. Oorspronkelijk werd er zoveel zwaveldioxide toegevoegd dat de goudgele kleur van de rozijnen behouden bleef. Op de Europese en Japanse markt is een maximum van 2000 ppm zwaveldioxide gesteld, waardoor producenten hun procedures hebben moeten aanpassen.
Omdat een groot gedeelte van het vocht uit de druif is verdwenen, zijn rozijnen zoeter dan druiven.
Rozijnen kunnen zo worden gegeten, maar worden ook in allerlei gerechten gebruikt. Een bekend recept met rozijnen is boerenjongens.
Het woord rozijn komt uit het Frans: 'raisin', waar het gewoon 'druif' betekent. Een 'rozijn' heet: 'raisin sec', 'droge druif'. De omgeving rond Valbonne ten noorden van Cannes was vroeger de streek, waar veel rozijnen werden gemaakt van de servandruif.

## Geschiedenis
Uit de annalen van een Antwerps koopman is op te maken dat in 1695 de belangrijkste Zuid-Nederlandse steden bevoorraad werden met rozijnen uit de streek van Arcos de la Frontera in Spanje, op de volgende manier: Brussel 100 vaten, Antwerpen, Gent en Brugge elk 80, Mechelen 30 en Lier 20.